# Hành tinh thứ chín
Hành tinh thứ chín là giả thuyết về một hành tinh lớn phía rìa ngoài hệ Mặt Trời được đề cập đến vào năm 2014, giải thích về quỹ đạo bất    thường của một nhóm các thiên thể bên ngoài Sao Hải Vương (TNO) mà các quỹ đạo của chúng chủ yếu nằm ngoài vành đai Kuiper.
Hành tinh được tính toán có khối lượng gấp 10 lần Trái Đất và đường kính khoảng 13.000 đến 26.000 km (8.100 đến 16.000 mi) (xấp xỉ từ 2 đến 4 Trái Đất). Vào ngày 20 tháng 1 năm 2016, hai nhà nghiên cứu Konstantin Batygin và Michael E. Brown tại Caltech cho biết thêm các bằng chứng gián tiếp của hành tinh thứ chín dựa trên một mô hình khoa học mới của một vài thiên thể bên ngoài Sao Hải Vương xa nhất. Trong thảo luận này, các tác giả cân nhắc các mô hình của việc hình thành hành tinh có thể chứa sự di cư hành tinh (planetary migration) từ bên trong hệ Mặt Trời, chẳng hạn như giả thuyết hành tinh khổng lồ thứ năm (hypothetical fifth giant planet).

## Đặc điểm

### Quỹ đạo

Quỹ đạo hành tinh thứ chín màu đỏ trong sự so sánh với quỹ đạo 6 vật thể khác trong Vành đai Kuiper

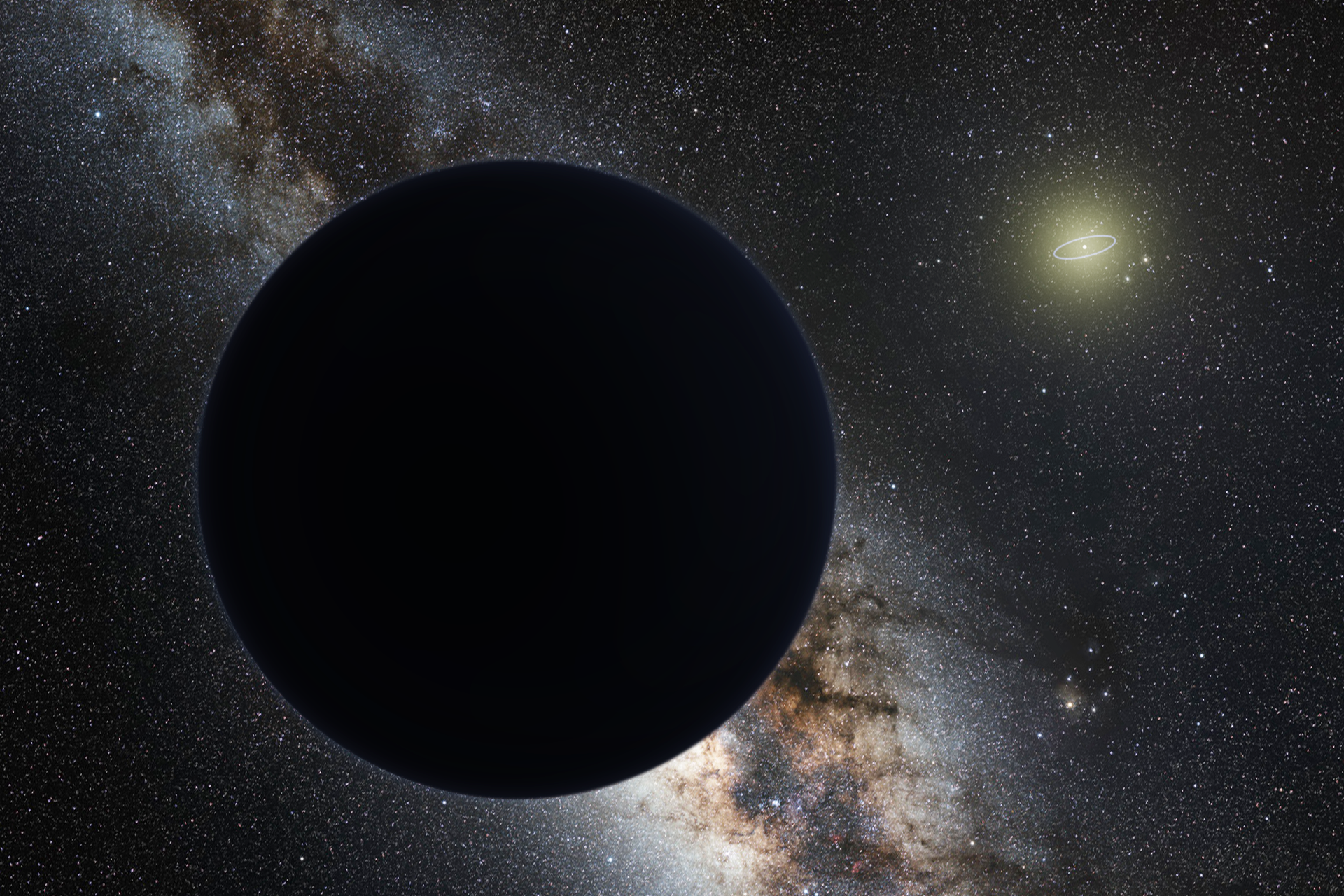
Hình minh họa của họa sĩ: cái nhìn về Mặt Trời từ hành tinh thứ chín

Hành tinh thứ chín có thể quay quanh Mặt Trời theo một quỹ đạo hình elíp với chu kỳ khoảng 10.000-20.000 năm. Bán trục lớn của quỹ đạo vào khoảng 700 đơn vị thiên văn (AU), gấp khoảng 20 khoảng cách từ Mặt Trời đến Sao Hải Vương

### Kích thước
Hành tinh thứ chín có kích thước gấp 10 lần và đường kính gấp từ 2 đến 4 lần Trái Đất.

### Thành phần
Nhà nghiên cứu Brown phỏng đoán hành tinh giống như một hành tinh băng khổng lồ, tương tự như các thành phần của sao Thiên Vương và sao Hải Vương; một hợp chất đá và chất bay hơi (volatile) với một lượng khí ga bao quanh.